# Maria Smedberg
Maria Margareta Smedberg, född 1760, död 2 maj 1787 i Riddarholmens församling, Stockholm, var en svensk skådespelare och operasångare (sopran). Hon var mellan 1777 och 1787 aktris och sångare vid Kungliga Operan i Stockholm.

## Biografi
Smedberg gifte sig 16 januari 1787 i Riddarholmens församling, Stockholm med kontrabasisten vid hovkapellet, Adolpho Ludovico Uttini. Hon avled i barnsbörd den 2 maj 1787 i Riddarholmens församling, Stockholm och begravdes 5 maj samma år av komminister Erik Norbergsson.

## Roller
| År   | Roll      | Produktion               | Regi | Teater                  |
| ---- | --------- | ------------------------ | ---- | ----------------------- |
| 1777 | Jeanette  | Alexis eller Deserteuren |      | Stora Bollhuset         |
| 1781 | Logistile | Roland                   |      | Stora Bollhuset         |
| 1783 | Prästinna | Ifigenia på Tauris       |      | Gustavianska operahuset |
| 1784 | Doris     | Attis                    |      | Gustavianska operahuset |
| 1788 | Coras mor | Cora och Alonzo          |      | Gustavianska operahuset |